# مريس (مدينة)
مريس هي منطقة تقع على بعد 222 كم جنوب العاصمة صنعاء.
منطقة مريس تتبع إداريًا محافظة الضالع، وقبل الوحدة بين جنوبي اليمن وشماله كانت تتبع محافظة إب.

## الموقع
تقريبا على خط عرض (42َ: 13ْ) شمالاً، وخط طول (43َ: 44ْ) شرقاً، يحدها من الشمال مديرية دمت ومن الشرق أجزاء من مديرية جبن، ومن الجنوب أجزاء من مديرية الشعيب ومدينة قعطبة، ومن الغرب مديرية العود وهي تابعة لمديرية قعطبة محافظة الضالع.

## المناخ
يسود مناخ المنطقة «مريس» الاعتدال صيفاً والبرودة شتاءً، تنعم معضم الأوقات بصفاء جوها ومناخها الطبيعي..

## التضاريس
```
تتوزع 
التضاريس الطبيعية
 لمنطقة مريس بين جبال وهضاب ووديان وسهول خصبة، هي منطقه جبلية قليلة التربة فأراضي منطقة مريس تقع على رأس وادٍ منبسط يمتد شمالاً، وتختلف أراضي منطقة مريس على الرغم من وجود الجبال الوعرة، وفي قمم الجبال التي يمكن مشاهدة قرى عديدة بعيدة منازلها المبنية بالحجارة الصلدة فوق 
مرتفعات صخرية
، المنطقة لها ثلاثة فروع أساسية تدعى، 
عساف
، المجنحية، العمرية، كل فرع من هذه الفروع يتحتوي على عدد كثير من القري الواقعة بعضها على قمم الجبال والبعض على 
السيول
 والوديان، أكبر هذه القرى قرية «الجبارة» التي هي جزء من «المجنحية» وهي أهم القرى واشهرها التي هي تتعبر المصدر الرئيسي أو السوقع ألأصلي لهذه المنطقة.
```

تنعم بوفرة المياه والتي تتيح للمزارعين والفلاحيين فرص للزراعة، يتوافد إليها الزائرون من كل أنحاء الجمهورية ويزداد سكانها من عام إلى آخر.

## الطرق
- الطريق العام القادم من العاصمة صنعاء يبدأ بالقرب من قرية "حجلان" ومنطقة "الزيلة" ويمر على بعض القرى منها صولان "غول الديمة"," الحنكة","الجبارة","بالقرب من قرية" فرثان", "اللجمة" وينتهي بنقيل "الشيم" بالقرب من المديرية "قعطبة"

- الطرق الفرعية الأخرى طريق «الجبارة - عزلة عساف»«الزيلة- عزلة العمرية»، طريق «الجبارة - عزلة العمرية» وطرق أخرى متفرعة عديدة.